# Marina Stagh
Tora Marina Louise Stagh, född 7 november 1943, är en svensk författare, översättare och arabist.
Marina Stagh blev filosofie doktor i arabisk litteratur efter att 1993 ha disputerat vid Stockholms universitet.
Stagh är verksam som översättare från arabiska till svenska. Hon var tidigare utrikesredaktör på Sveriges kommunistiska partis tidning Gnistan och redaktör för Palestinagruppernas tidning Palestinsk Front. 
Hon har varit sambo med författaren Jan Guillou och har med honom barnen Dan och Ann-Linn Guillou.

## Filmografi
- 1957 – En drömmares vandring